# Анне Каспрік
Анне Каспрік (нім. Anne Kasprik; 11 червня 1963, Східний Берлін, НДР) — німецька акторка.

## Вибіркова фільмографія
- Опитування свідків (1987)
- Проект "Сахара" (1993)